# Liste der Monuments historiques in Griselles (Côte-d’Or)
Die Liste der Monuments historiques in Griselles führt die Monuments historiques in der französischen Gemeinde Griselles auf.

## Liste der Objekte
| Bezeichnung                     | Beschreibung                                             | Standort                                  | Kennzeichnung | Schutzstatus | Datum | Bild |
| ------------------------------- | -------------------------------------------------------- | ----------------------------------------- | ------------- | ------------ | ----- | ---- |
| Sarkophag des heiligen Valentin | Kalkstein, gallo-römisch, Deckel aus dem 14. Jahrhundert | in der Kirche St-Pierre-et-St-Paul (Lage) | PM21001308    | Classé       | 1936  |      |